# Repêchage d'entrée dans la LNH 1992
Ne pas confondre avec le repêchage d'expansion de la LNH 1992.
1991 1993
Le repêchage d'entrée dans la Ligue nationale de hockey 1992 a eu lieu le 20 juin au Forum de Montréal à Montréal. 264 joueurs furent choisis.
Quelque temps après le repêchage classique, un autre repêchage supplémentaire eut lieu afin de permettre aux franchises de la LNH de choisir des jeunes joueurs de hockey qui ne pouvaient pas participer au repêchage classique.

## Sélections par tour[1],[2],[3]
Les sigles suivants seront utilisés dans les tableaux pour parler des ligues mineures:
- LHO: Ligue de hockey de l'Ontario.
- LHJMQ: Ligue de hockey junior majeur du Québec.
- NCAA: National Collegiate Athletic Association
- LHOu: Ligue de hockey de l'Ouest
- AMH: Association mondiale de hockey
- Extraliga: Championnat de République tchèque de hockey sur glace
- SM-liiga: Championnat de Finlande de hockey sur glace
- Elitserien :Championnat de Suède de hockey sur glace
- Superliga:Championnat de Russie de hockey sur glace
- DEL: Deutsche Eishockey-Liga, championnat d'Allemagne de hockey sur glace

### 1ertour
| Rang | Joueur               | Nationalité        | Équipe LNH             | Repêché de                       |
| ---- | -------------------- | ------------------ | ---------------------- | -------------------------------- |
| 1    | Roman Hamrlík        | République tchèque | Lightning de Tampa Bay | Zlín (Extraliga)                 |
| 2    | Alekseï Iachine      | Russie             | Sénateurs d'Ottawa     | HK Dinamo Moscou (Superliga)     |
| 3    | Mike Rathje          | Canada             | Sharks de San José     | Tigers de Medicine Hat (LHOu)    |
| 4    | Todd Warriner        | Canada             | Nordiques de Québec    | Spitfires de Windsor (LHO)       |
| 5    | Darius Kasparaitis   | Russie             | Islanders de New York  | HK Dinamo Moscou (Superliga)     |
| 6    | Cory Stillman        | Canada             | Flames de Calgary      | Spitfires de Windsor (LHO)       |
| 7    | Ryan Sittler         | Canada             | Flyers de Philadelphie | Nichols HS (N.Y.)                |
| 8    | Brandon Convery      | Canada             | Maple Leafs de Toronto | Wolves de Sudbury (LHO)          |
| 9    | Robert Petrovicky    | Slovaquie          | Whalers de Hartford    | Dukla Trenčín (Extraliga)        |
| 10   | Andreï Nazarov       | Russie             | Sharks de San José     | HK Dinamo Moscou (Superliga)     |
| 11   | David Cooper         | Canada             | Sabres de Buffalo      | Tigers de Medicine Hat (LHOu)    |
| 12   | Sergueï Krivokrassov | Russie             | Blackhawks de Chicago  | HK CSKA Moscou (Superliga)       |
| 13   | Joe Hulbig           | États-Unis         | Oilers d'Edmonton      | St. Sebastian's HS (Mass.)       |
| 14   | Sergueï Gontchar     | Russie             | Capitals de Washington | Traktor Tcheliabinsk (Superliga) |
| 15   | Jason Bowen          | Canada             | Flyers de Philadelphie | Americans de Tri-City (LHOu)     |
| 16   | Dmitri Kvartalnov    | Russie             | Bruins de Boston       | Gulls de San Diego (LIH)         |
| 17   | Sergei Baoutine      | Russie             | Jets de Winnipeg       | HK Dinamo Moscou (Superliga)     |
| 18   | Jason Smith          | Canada             | Devils du New Jersey   | Pats de Regina (LHOu)            |
| 19   | Martin Straka        | République tchèque | Penguins de Pittsburgh | Škoda Plzeň (Extraliga)          |
| 20   | David Wilkie         | Canada             | Canadiens de Montréal  | Blazers de Kamloops (LHOu)       |
| 21   | Libor Polasek        | République tchèque | Canucks de Vancouver   | Vítkovice SSK (Extraliga)        |
| 22   | Curtis Bowen         | Canada             | Red Wings de Détroit   | 67 d'Ottawa (LHO)                |
| 23   | Grant Marshall       | Canada             | Maple Leafs de Toronto | 67 d'Ottawa (LHO)                |
| 24   | Peter Ferraro        | États-Unis         | Rangers de New York    | Black Hawks de Waterloo (USHL)   |

### 2etour
| Rang | Joueur             | Nationalité        | Équipe LNH               | Repêché de                           |
| ---- | ------------------ | ------------------ | ------------------------ | ------------------------------------ |
| 25   | Chad Penney        | Canada             | Sénateurs d'Ottawa       | Centennials de North Bay (LHO)       |
| 26   | Drew Bannister     | Canada             | Lightning de Tampa Bay   | Greyhounds de Sault Ste. Marie (LHO) |
| 27   | Boris Mironov      | Russie             | Jets de Winnipeg         | HK CSKA Moscou (Superliga)           |
| 28   | Paul Brousseau     | Canada             | Nordiques de Québec      | Olympiques de Hull (LHJMQ)           |
| 29   | Tuomas Grönman     | Finlande           | Nordiques de Québec      | Rockes de Tacoma (LHOu)              |
| 30   | Chris O'Sullivan   | États-Unis         | Flames de Calgary        | Catholic Memorial H.S. (Mass.)       |
| 31   | Denis Metliouk     | Russie             | Flyers de Philadelphie   | Lada Togliatti (Superliga)           |
| 32   | Jim Carey          | États-Unis         | Capitals de Washington   | Catholic Memorial H.S. (Mass.)       |
| 33   | Valeri Boure       | Russie             | Canadiens de Montréal    | Chiefs de Spokane (LHOu)             |
| 34   | Jarkko Varvio      | Finlande           | North Stars du Minnesota | HPK Hämeenlinna (SM-liiga)           |
| 35   | Jozef Cierny       | Slovaquie          | Sabres de Buffalo        | ZTK Zvolen (Czech.)                  |
| 36   | Jeff Shantz        | Canada             | Blackhawks de Chicago    | Pats de Regina (LHOu)                |
| 37   | Martin Reichel     | République tchèque | Oilers d'Edmonton        | Freiburg EHC (GerHPL)                |
| 38   | Igor Koroliov      | Russie             | Blues de Saint-Louis     | HK Dinamo Moscou (Superliga)         |
| 39   | Justin Hocking     | Canada             | Kings de Los Angeles     | Chiefs de Spokane (LHOu)             |
| 40   | Michael Peca       | Canada             | Canucks de Vancouver     | 67 d'Ottawa (LHO)                    |
| 41   | Sergueï Klimovitch | Russie             | Blackhawks de Chicago    | HK Dinamo Moscou (Superliga)         |
| 42   | Sergueï Bryline    | Russie             | Devils du New Jersey     | CSKA Moscou (Superliga)              |
| 43   | Marc Hussey        | Canada             | Penguins de Pittsburgh   | Warriors de Moose Jaw (LHOu)         |
| 44   | Keli Corpse        | Canada             | Canadiens de Montréal    | Frontenacs de Kingston (LHO)         |
| 45   | Mike Fountain      | Canada             | Canucks de Vancouver     | Generals d'Oshawa (LHO)              |
| 46   | Darren McCarty     | Canada             | Red Wings de Détroit     | Bulls de Belleville (LHO)            |
| 47   | Andreï Nikolichine | Russie             | Whalers de Hartford      | HK Dinamo Moscou (Superliga)         |
| 48   | Mattias Norström   | Suède              | Rangers de New York      | AIK IF Solna (Elitserien)            |

### 3etour
| Rang | Joueur               | Nationalité        | Équipe LNH               | Repêché de                             |
| ---- | -------------------- | ------------------ | ------------------------ | -------------------------------------- |
| 49   | Brent Gretzky        | Canada             | Lightning de Tampa Bay   | Bulls de Belleville (LHO)              |
| 50   | Patrick Traverse     | Canada             | Sénateurs d'Ottawa       | Cataractes de Shawinigan (LHJMQ)       |
| 51   | Aleksandr Tcherbaïev | Russie             | Sharks de San José       | Khimik Voskressensk (Superliga)        |
| 52   | Emmanuel Fernandez   | Canada             | Nordiques de Québec      | Titan de Laval (LHJMQ)                 |
| 53   | Stefan Ustorf        | Allemagne          | Capitals de Washington   | ESV Kaufbeuren (DEL)                   |
| 54   | Mathias Johansson    | Suède              | Flames de Calgary        | Färjestads BK Karlstad (Elitserien)    |
| 55   | Sergejs Žoltoks      | Lettonie           | Bruins de Boston         | Dinamo Riga (CIS)                      |
| 56   | Jarrett Deuling      | Canada             | Islanders de New York    | Blazers de Kamloops (LHOu)             |
| 57   | Jan Vopat            | République tchèque | Whalers de Hartford      | Litvinov Chemopetrol (Extraliga)       |
| 58   | Jeff Bes             | Canada             | North Stars du Minnesota | Storm de Guelph (LHO)                  |
| 59   | Ondrej Steiner       | République tchèque | Sabres de Buffalo        | Plzen Skoda (Extraliga)                |
| 60   | Jeremy Stevenson     | États-Unis         | Jets de Winnipeg         | Royals de Cornwall (LHO)               |
| 61   | Simon Roy            | Canada             | Oilers d'Edmonton        | Cataractes de Shawinigan (LHJMQ)       |
| 62   | Vitali Karamnov      | Russie             | Blues de Saint-Louis     | HK Dinamo Moscou (Superliga)           |
| 63   | Sandy Allan          | Bahamas            | Kings de Los Angeles     | Centennials de North Bay (LHO)         |
| 64   | Vitali Prokhorov     | Russie             | Blues de Saint-Louis     | HC Spartak Moscou (Superliga)          |
| 65   | Kirk Maltby          | Canada             | Oilers d'Edmonton        | Attack d'Owen Sound (LHO)              |
| 66   | Cale Hulse           | Canada             | Devils du New Jersey     | Winter Hawks de Portland (LHOu)        |
| 67   | Travis Thiessen      | Canada             | Penguins de Pittsburgh   | Warriors de Moose Jaw (LHOu)           |
| 68   | Craig Rivet          | Canada             | Canadiens de Montréal    | Frontenacs de Kingston (LHO)           |
| 69   | Jeff Connolly        | États-Unis         | Canucks de Vancouver     | St. Sebastian's HS (Mass.)             |
| 70   | Sylvain Cloutier     | Canada             | Red Wings de Détroit     | Storm de Guelph (LHO)                  |
| 71   | Martin Gendron       | Canada             | Capitals de Washington   | Lasers de Saint-Hyacinthe (LHJMQ)      |
| 72   | Eric Cairns          | Canada             | Rangers de New York      | Compuware Ambassadors de Détroit (LHO) |

### 4etour
| Rang | Joueur                | Nationalité        | Équipe LNH               | Repêché de                           |
| ---- | --------------------- | ------------------ | ------------------------ | ------------------------------------ |
| 73   | Radek Hamr            | République tchèque | Sénateurs d'Ottawa       | HC Sparta Prague (Extraliga)         |
| 74   | Aaron Gavey           | Canada             | Lightning de Tampa Bay   | Greyhounds de Sault Ste. Marie (LHO) |
| 75   | Jan Čaloun            | République tchèque | Sharks de San José       | HC Chemopetrol Litvínov (Extraliga)  |
| 76   | Ian McIntyre          | Canada             | Nordiques de Québec      | Harfangs de Beauport (LHJMQ)         |
| 77   | Nikolaï Borchtchevski | Russie             | Maple Leafs de Toronto   | HC Spartak Moscou (Superliga)        |
| 78   | Róbert Švehla         | Slovaquie          | Flames de Calgary        | HC Dukla Trenčín (1.liga)            |
| 79   | Kevin Smyth           | Canada             | Whalers de Hartford      | Warriors de Moose Jaw (LHOu)         |
| 80   | Dean Melanson         | Canada             | Sabres de Buffalo        | Laser de Saint-Hyacinthe (LHJMQ)     |
| 81   | Jason McBain          | États-Unis         | Whalers de Hartford      | Winter Hawks de Portland (LHOu)      |
| 82   | Louis Bernard         | Canada             | Canadiens de Montréal    | Voltigeurs de Drummondville (LHJMQ)  |
| 83   | Matthew Barnaby       | Canada             | Sabres de Buffalo        | Harfangs de Beauport (LHJMQ)         |
| 84   | Mark Visheau          | Canada             | Jets de Winnipeg         | Knights de London (LHO)              |
| 85   | Chris Ferraro         | États-Unis         | Rangers de New York      | Black Hawks de Waterloo (USHL)       |
| 86   | Lee Leslie            | Canada             | Blues de Saint-Louis     | Raiders de Prince Albert (LHOu)      |
| 87   | Kevin Brown           | Royaume-Uni        | Kings de Los Angeles     | Bulls de Belleville (LHO)            |
| 88   | Jere Lehtinen         | Finlande           | North Stars du Minnesota | Kiekko-Espoo (SM-liiga)              |
| 89   | Andy MacIntyre        | Canada             | Blackhawks de Chicago    | Blades de Saskatoon (LHOu)           |
| 90   | Vitali Tomiline       | Russie             | Devils du New Jersey     | Krylia Sovetov (Superliga)           |
| 91   | Todd Klassen          | Canada             | Penguins de Pittsburgh   | Americans de Tri-City (LHOu)         |
| 92   | Marc Lamothe          | Canada             | Canadiens de Montréal    | Frontenacs de Kingston (LHO)         |
| 93   | Brent Tully           | Canada             | Canucks de Vancouver     | Petes de Peterborough (LHO)          |
| 94   | Scott McCabe          | États-Unis         | Devils du New Jersey     | Équipe Midget de Détroit             |
| 95   | Mark Raiter           | Canada             | Maple Leafs de Toronto   | Blades de Saskatoon (LHOu)           |
| 96   | Ralph Intranuovo      | Canada             | Oilers d'Edmonton        | Greyhounds de Sault Ste. Marie (LHO) |

### 5etour
| Rang | Joueur              | Nationalité        | Équipe LNH             | Repêché de                            |
| ---- | ------------------- | ------------------ | ---------------------- | ------------------------------------- |
| 97   | Brantt Myhres       | Canada             | Lightning de Tampa Bay | Hurricanes de Lethbridge (LHOu)       |
| 98   | Daniel Guérard      | Canada             | Sénateurs d'Ottawa     | Tigres de Victoriaville (LHJMQ)       |
| 99   | Marcus Ragnarsson   | Suède              | Sharks de San José     | Djurgårdens IF Stockholm (Elitserien) |
| 100  | Charlie Wasley      | États-Unis         | Nordiques de Québec    | St. Paul H.S. (Minn.)                 |
| 101  | Janne Gronvall      | Finlande           | Maple Leafs de Toronto | Lukko Rauma (SM-liiga)                |
| 102  | Sami Helenius       | Finlande           | Flames de Calgary      | Jokerit Helsinki (SM-liiga)           |
| 103  | Vladislav Bouline   | Russie             | Flyers de Philadelphie | Dizel Penza (Vysshaya liga)           |
| 104  | Tomas Klimt         | République tchèque | Islanders de New York  | Plzen Skoda (Extraliga)               |
| 105  | Ryan Duthie         | Canada             | Islanders de New York  | Chiefs de Spokane (LHOu)              |
| 106  | Chris DeRuiter      | Canada             | Maple Leafs de Toronto | Kingston (MOJHL)                      |
| 107  | Markus Ketterer     | Finlande           | Sabres de Buffalo      | Jokerit Helsinki (SM-liiga)           |
| 108  | Iouri Khmyliov      | Russie             | Sabres de Buffalo      | Krylia Sovetov (Superliga)            |
| 109  | Joaquin Gage        | Canada             | Oilers d'Edmonton      | Winter Hawks de Portland (LHOu)       |
| 110  | Brian Loney         | Canada             | Canucks de Vancouver   | Buckeyes d'Ohio State (NCAA)          |
| 111  | Jeff Shevalier      | Canada             | Kings de Los Angeles   | Centennials de North Bay (LHOu)       |
| 112  | Scott Bailey        | Canada             | Bruins de Boston       | Chiefs de Spokane (LHOu)              |
| 113  | Tim Hogan           | Canada             | Blackhawks de Chicago  | Wolverines du Michigan (NCAA)         |
| 114  | Ryan Black          | Canada             | Devils du New Jersey   | Petes de Peterborough (LHO)           |
| 115  | Philippe DeRouville | Canada             | Penguins de Pittsburgh | Collège-Français de Verdun (LHJMQ)    |
| 116  | Don Chase           | États-Unis         | Canadiens de Montréal  | Olympics de Springfield (NEJHL)       |
| 117  | Adrian Aucoin       | Canada             | Canucks de Vancouver   | Terriers de Boston (NCAA)             |
| 118  | Mike Sullivan       | États-Unis         | Red Wings de Détroit   | Reading H.S. (Mass.)                  |
| 119  | John Varga          | États-Unis         | Capitals de Washington | Rockets de Tacoma (LHOu)              |
| 120  | Dmitri Starostenko  | Biélorussie        | Rangers de New York    | CSKA Moscou (Superliga)               |

### 6etour
| Rang | Joueur                | Nationalité        | Équipe LNH               | Repêché de                            |
| ---- | --------------------- | ------------------ | ------------------------ | ------------------------------------- |
| 121  | Alan Sinclair         | Canada             | Sénateurs d'Ottawa       | Wolverines du Michigan (NCAA)         |
| 122  | Martin Tanguay        | Canada             | Lightning de Tampa Bay   | Collège-Français de Verdun (LHJMQ)    |
| 123  | Michal Sýkora         | République tchèque | Sharks de San José       | Rockets de Tacoma (LHOu)              |
| 124  | Paxton Schulte        | Canada             | Nordiques de Québec      | Chiefs de Spokane (LHOu)              |
| 125  | Mikael Håkansson      | Suède              | Maple Leafs de Toronto   | Nacka HK (Elitserien)                 |
| 126  | Ravil Iakoubov        | Russie             | Flames de Calgary        | HK Dinamo Moscou (Superliga)          |
| 127  | Roman Zolotov         | Russie             | Flyers de Philadelphie   | HK Dinamo Moscou (Superliga)          |
| 128  | Derek Armstrong       | Canada             | Islanders de New York    | Wolves de Sudbury (LHO)               |
| 129  | Joël Bouchard         | Canada             | Flames de Calgary        | Collège-Français de Verdun (LHJMQ)    |
| 130  | Mike Johnson          | Canada             | North Stars du Minnesota | 67 d'Ottawa (LHO)                     |
| 131  | Paul Rushforth        | Canada             | Sabres de Buffalo        | Spirit Centennials de North Bay (LHO) |
| 132  | Aleksandr Alekseïev   | Ukraine            | Jets de Winnipeg         | HK Sokol Kiev (Superliga)             |
| 133  | Jiří Dopita           | République tchèque | Bruins de Boston         | HC Olomouc (Czech.)                   |
| 134  | Bob Lachance          | États-Unis         | Blues de Saint-Louis     | Olympics de Springfield (NEJHL)       |
| 135  | Rem Murray            | Canada             | Kings de Los Angeles     | Wolverines du Michigan (NCAA)         |
| 136  | Grigorijs Panteļejevs | Lettonie           | Bruins de Boston         | Riga (CIS)                            |
| 137  | Gerry Skrypec         | Canada             | Blackhawks de Chicago    | 67 d'Ottawa (LHO)                     |
| 138  | Dan Trebil            | États-Unis         | Devils du New Jersey     | Bloomington Jefferson H.S. (Minn.)    |
| 139  | Artiom Kopot          | Russie             | Penguins de Pittsburgh   | Traktor Tcheliabinsk (Superliga)      |
| 140  | Martin Sychra         | République tchèque | Canadiens de Montréal    | Brno ZKL (Extraliga)                  |
| 141  | Jason Clark           | Canada             | Canucks de Vancouver     | St. Thomas (MOJHL)                    |
| 142  | Jason MacDonald       | Canada             | Red Wings de Détroit     | Attack d'Owen Sound (LHO)             |
| 143  | Jarrett Reid          | Canada             | Whalers de Hartford      | Greyhounds de Sault Ste. Marie (LHO)  |
| 144  | Davide DalGrande      | Canada             | Rangers de New York      | Ottawa (MOJHL)                        |

### 7etour
| Rang | Joueur             | Nationalité        | Équipe LNH               | Repêché de                             |
| ---- | ------------------ | ------------------ | ------------------------ | -------------------------------------- |
| 145  | Derek Wilkinson    | Canada             | Lightning de Tampa Bay   | Compuware Ambassadors de Détroit (LHO) |
| 146  | Jaroslav Miklenda  | République tchèque | Sénateurs d'Ottawa       | Olomouc (Czech.)                       |
| 147  | Éric Bellerose     | Canada             | Sharks de San José       | Draveurs de Trois-Rivières (LHJMQ)     |
| 148  | Martin Lepage      | Canada             | Nordiques de Québec      | Olympiques de Hull (LHJMQ)             |
| 149  | Patrik Augusta     | République tchèque | Maple Leafs de Toronto   | Dukla Jihlava (Extraliga)              |
| 150  | Pavel Rajnoha      | République tchèque | Flames de Calgary        | Zlin ZPS AC (Extraliga)                |
| 151  | Kirk Daubenspeck   | États-Unis         | Flyers de Philadelphie   | Académie militaire Culver (Ind.)       |
| 152  | Vladimir Gratchiov | Russie             | Islanders de New York    | HK Dinamo Moscou (Superliga)           |
| 153  | Ken Belanger       | Canada             | Whalers de Hartford      | 67 d'Ottawa (LHO)                      |
| 154  | Kyle Peterson      | Canada             | North Stars du Minnesota | Flyers de Thunder Bay (USHL)           |
| 155  | Artour Oktiabriov  | Russie             | Jets de Winnipeg         | HK CSKA Moscou (Superliga)             |
| 156  | Andreï Raïski      | Kazakhstan         | Jets de Winnipeg         | Oust-Kamenogorsk (CIS)                 |
| 157  | Steve Gibson       | Canada             | Oilers d'Edmonton        | Spitfires de Windsor (LHO)             |
| 158  | Ian Laperrière     | Canada             | Blues de Saint-Louis     | Voltigeurs de Drummondville (LHJMQ)    |
| 159  | Steve O'Rourke     | Canada             | Islanders de New York    | Americans de Tri-City (LHOu)           |
| 160  | Lance Burns        | Canada             | Blues de Saint-Louis     | Hurricanes de Lethbridge (LHOu)        |
| 161  | Mike Prokopec      | Canada             | Blackhawks de Chicago    | Royals de Cornwall (LHO)               |
| 162  | Geordie Kinnear    | Canada             | Devils du New Jersey     | Petes de Peterborough (LHO)            |
| 163  | Jan Alinč          | République tchèque | Penguins de Pittsburgh   | Litvinov Chemopetrol (Extraliga)       |
| 164  | Christian Proulx   | Canada             | Canadiens de Montréal    | Lynx de Saint-Jean (LHJMQ)             |
| 165  | Scott Hollis       | Canada             | Canucks de Vancouver     | Generals d'Oshawa (LHO)                |
| 166  | Greg Scott         | Canada             | Red Wings de Détroit     | Otters d'Érié (LHO)                    |
| 167  | Mark Matier        | Canada             | Capitals de Washington   | Greyhounds de Sault Ste. Marie (LHO)   |
| 168  | Matt Oates         | États-Unis         | Rangers de New York      | Redhawks de Miami (NCAA)               |

### 8etour
| Rang | Joueur              | Nationalité  | Équipe LNH               | Repêché de                        |
| ---- | ------------------- | ------------ | ------------------------ | --------------------------------- |
| 169  | Jay Kenney          | États-Unis   | Sénateurs d'Ottawa       | Canterbury H.S. (Conn.)           |
| 170  | Dennis Maxwell      | Canada       | Lightning de Tampa Bay   | Otters d'Érié (LHO)               |
| 171  | Ryan Smith          | Canada       | Sharks de San José       | Wheat Kings de Brandon (LHOu)     |
| 172  | Mike Jickling       | Canada       | Nordiques de Québec      | Chiefs de Spokane (LHOu)          |
| 173  | Ryan VandenBussche  | Canada       | Maple Leafs de Toronto   | Royals de Cornwall (LHO)          |
| 174  | Ryan Mulhern        | États-Unis   | Flames de Calgary        | Canterbury H.S. (Conn.)           |
| 175  | Claude Jutras       | Canada       | Flyers de Philadelphie   | Olympiques de Hull (LHJMQ)        |
| 176  | Jason Widmer        | Canada       | Islanders de New York    | Hurricanes de Lethbridge (LHOu)   |
| 177  | Konstantin Korotkov | Russie       | Whalers de Hartford      | HK Spartak Moscou (MHL)           |
| 178  | Juha Lind           | Finlande     | North Stars du Minnesota | Jokerit Helsinki (SM-liiga)       |
| 179  | Dean Tiltgen        | Canada       | Sabres de Buffalo        | Americans de Tri-City (LHOu)      |
| 180  | Igor Boldine        | Russie       | Blues de Saint-Louis     | HK Spartak Moscou (Superliga)     |
| 181  | Shim Kyuin          | Corée du Sud | Oilers d'Edmonton        | Crusaders de Sherwood Park (LHJA) |
| 182  | Nicholas Naumenko   | États-Unis   | Blues de Saint-Louis     | Fighting Saints de Dubuque (USHL) |
| 183  | Justin Krall        | États-Unis   | Red Wings de Détroit     | Lancers d'Omaha (USHL)            |
| 184  | Kurt Seher          | Canada       | Bruins de Boston         | Thunderbirds de Seattle (LHOu)    |
| 185  | Layne Roland        | Canada       | Blackhawks de Chicago    | Winter Hawks de Portland (LHOu)   |
| 186  | Stephane Yelle      | Canada       | Devils du New Jersey     | Generals d'Oshawa (LHO)           |
| 187  | Fran Bussey         | États-Unis   | Penguins de Pittsburgh   | Duluth East H.S. (Minn.)          |
| 188  | Mike Burman         | Canada       | Canadiens de Montréal    | Centennials de North Bay (LHO)    |
| 189  | C.J. Denomme        | Canada       | Red Wings de Détroit     | Rangers de Kitchener (LHO)        |
| 190  | Colin Schmidt       | Canada       | Oilers d'Edmonton        | Équipe Midget de Regina           |
| 191  | Mike Mathers        | Canada       | Capitals de Washington   | Blazers de Kamloops (LHOu)        |
| 192  | Mickey Elick        | Canada       | Rangers de New York      | Calgary (LHJA)                    |

### 9etour
| Rang | Joueur               | Nationalité | Équipe LNH               | Repêché de                            |
| ---- | -------------------- | ----------- | ------------------------ | ------------------------------------- |
| 193  | Andrew Kemper        | Canada      | Lightning de Tampa Bay   | Thunderbirds de Seattle (LHOu)        |
| 194  | Claude Savoie        | Canada      | Sénateurs d'Ottawa       | Tigres de Victoriaville (LHJMQ)       |
| 195  | Chris Burns          | Canada      | Sharks de San José       | Flyers de Thunder Bay (USHL)          |
| 196  | Steve Passmore       | Canada      | Nordiques de Québec      | Cougars de Victoria (LHOu)            |
| 197  | Wayne Clarke         | Canada      | Maple Leafs de Toronto   | Engineers de Rensselaer (NCAA)        |
| 198  | Brandon Carper       | États-Unis  | Flames de Calgary        | Falcons de Bowling Green (NCAA)       |
| 199  | Jonas Håkansson      | Suède       | Flyers de Philadelphie   | Malmo IF (Elitserien)                 |
| 200  | Daniel Paradis       | Canada      | Islanders de New York    | Saguenéens de Chicoutimi (LHJMQ)      |
| 201  | Greg Zwakman         | États-Unis  | Whalers de Hartford      | Edina H.S. (Minn.)                    |
| 202  | Lars Edström         | Suède       | North Stars du Minnesota | Lulea HF (Elitserien)                 |
| 203  | Todd Simon           | Canada      | Sabres de Buffalo        | Otters d'Érié (LHO)                   |
| 204  | Nikolaï Khabibouline | Russie      | Jets de Winnipeg         | CSKA Moscou (Superliga)               |
| 205  | Marko Tuomainen      | Finlande    | Oilers d'Edmonton        | Golden Knights de Clarkson (NCAA)     |
| 206  | Todd Harris          | Canada      | Blues de Saint-Louis     | Americans de Tri-City (LHOu)          |
| 207  | Magnus Wernblom      | Suède       | Kings de Los Angeles     | MODO Hockey Ornskoldsvik (Elitserien) |
| 208  | Mattias Timander     | Suède       | Bruins de Boston         | MODO Hockey Ornskoldsvik (Elitserien) |
| 209  | David Hymovitz       | États-Unis  | Blackhawks de Chicago    | Académie Thayer (Mass.)               |
| 210  | Jeff Toms            | Canada      | Devils du New Jersey     | Greyhounds de Sault Ste. Marie (LHO)  |
| 211  | Brian Bonin          | États-Unis  | Penguins de Pittsburgh   | White Bear Lake H.S. (Minn.)          |
| 212  | Earl Cronan          | États-Unis  | Canadiens de Montréal    | St. Mark's H.S. (Mass.)               |
| 213  | Sonny Mignacca       | Canada      | Canucks de Vancouver     | Tigers de Medicine Hat (LHOu)         |
| 214  | Jeff Walker          | Canada      | Red Wings de Détroit     | Petes de Peterborough (LHO)           |
| 215  | Brian Stagg          | Canada      | Capitals de Washington   | Frontenacs de Kingston (LHO)          |
| 216  | Dan Brierly          | États-Unis  | Rangers de New York      | Académie Choate (Conn.)               |

### 10etour
| Rang | Joueur               | Nationalité | Équipe LNH               | Repêché de                           |
| ---- | -------------------- | ----------- | ------------------------ | ------------------------------------ |
| 217  | Jake Grimes          | Canada      | Sénateurs d'Ottawa       | Bulls de Belleville (LHO)            |
| 218  | Marc Tardif          | Canada      | Lightning de Tampa Bay   | Cataractes de Shawinigan (LHJMQ)     |
| 219  | Aleksandr Kholomeïev | Russie      | Sharks de San José       | SKA Leningrad (CIS)                  |
| 220  | Anson Carter         | Canada      | Nordiques de Québec      | Wexford (MTJHL)                      |
| 221  | Sergueï Simonov      | Russie      | Maple Leafs de Toronto   | Kristall Saratov (CIS)               |
| 222  | Jonas Höglund        | Suède       | Flames de Calgary        | Farjestads BK Karlstad (Elitserien)  |
| 223  | Chris Herperger      | Canada      | Flyers de Philadelphie   | Broncos de Swift Current (LHOu)      |
| 224  | David Wainwright     | États-Unis  | Islanders de New York    | Académie Thayer (Mass.)              |
| 225  | Steve Halko          | Canada      | Whalers de Hartford      | Thornhill (MTJHL)                    |
| 226  | Jeff Romfo           | États-Unis  | North Stars du Minnesota | Académie Blaine (Minn.)              |
| 227  | Rick Kowalsky        | Canada      | Sabres de Buffalo        | Greyhounds de Sault Ste. Marie (LHO) |
| 228  | Ievgueni Garanine    | Russie      | Jets de Winnipeg         | Khimik Voskressensk (Superliga)      |
| 229  | Teemu Numminen       | Finlande    | Jets de Winnipeg         | Stoneham HS (Mass.)                  |
| 230  | Jurij Huńko          | Ukraine     | Blues de Saint-Louis     | Kiev Sokol (Superliga)               |
| 231  | Ryan Pisiak          | Canada      | Kings de Los Angeles     | Broncos de Swift Current (LHOu)      |
| 232  | Chris Crombie        | Canada      | Bruins de Boston         | Knights de London (LHO)              |
| 233  | Richard Raymond      | Canada      | Blackhawks de Chicago    | Royals de Cornwall (LHO)             |
| 234  | Heath Weenk          | Canada      | Devils du New Jersey     | Pats de Regina (LHOu)                |
| 235  | Brian Callahan       | États-Unis  | Penguins de Pittsburgh   | Belmont Hill H.S. (Mass.)            |
| 236  | Trent Cavicchi       | Canada      | Canadiens de Montréal    | Équipe Midget de Dartmouth (N.S.)    |
| 237  | Mark Wotton          | Canada      | Canucks de Vancouver     | Blades de Saskatoon (LHOu)           |
| 238  | Dan McGillis         | Canada      | Red Wings de Détroit     | Hawkesbury (COJHL)                   |
| 239  | Greg Callahan        | États-Unis  | Capitals de Washington   | Belmont Hill H.S. (Mass.)            |
| 240  | Vladimir Vorobiov    | Russie      | Rangers de New York      | Metallourg Tcherepovets (MHL)        |

### 11etour
| Rang | Joueur              | Nationalité        | Équipe LNH               | Repêché de                               |
| ---- | ------------------- | ------------------ | ------------------------ | ---------------------------------------- |
| 241  | Tom MacDonald       | Canada             | Lightning de Tampa Bay   | Greyhounds de Sault Ste. Marie (LHO)     |
| 242  | Tomáš Jelínek       | République tchèque | Sénateurs d'Ottawa       | Équipe nationale de République tchèque   |
| 243  | Victor Ignatjev     | Lettonie           | Sharks de San José       | Riga (CIS)                               |
| 244  | Aaron Ellis         | États-Unis         | Nordiques de Québec      | Académie militaire Culver (Ind.)         |
| 245  | Nathan Dempsey      | Canada             | Maple Leafs de Toronto   | Pats de Regina (LHOu)                    |
| 246  | Andreï Potaïtchouk  | Russie             | Flames de Calgary        | Krylia Sovetov (Superliga)               |
| 247  | Patrice Paquin      | Canada             | Flyers de Philadelphie   | Harfangs de Beauport (LHJMQ)             |
| 248  | Andreï Vassiliev    | Russie             | Islanders de New York    | HK CSKA Moscou (Superliga)               |
| 249  | Joakim Esbjors      | Suède              | Whalers de Hartford      | Vastra Frolunda HC Goteborg (Elitserien) |
| 250  | Jeff Moen           | États-Unis         | North Stars du Minnesota | Roseville H.S. (Minn.)                   |
| 251  | Chris Clancy        | Canada             | Sabres de Buffalo        | Royals de Cornwall (LHO)                 |
| 252  | Andreï Karpovtsev   | Russie             | Jets de Winnipeg         | HK Dinamo Moscou (Superliga)             |
| 253  | Brian Rasmussen     | États-Unis         | Oilers d'Edmonton        | St. Louis Park H.S. (USHS)               |
| 254  | Ivan Vologianinov   | Ukraine            | Jets de Winnipeg         | HK Sokol Kiev (Superliga)                |
| 255  | Jukka Tiilikainen   | Finlande           | Kings de Los Angeles     | Kiekko-Espoo (SM-liiga)                  |
| 256  | Denis Tcherviakov   | Russie             | Bruins de Boston         | Riga (CIS)                               |
| 257  | Ievgueni Pavlov     | Russie             | Bruins de Boston         | SKA Leningrad (CIS)                      |
| 258  | Vladislav Iakovenko | Russie             | Devils du New Jersey     | Spartak (CIS)                            |
| 259  | Wade Salzman        | États-Unis         | Blues de Saint-Louis     | Duluth East H.S. (Minn.)                 |
| 260  | Hiroyuki Miura      | Japon              | Canadiens de Montréal    | Kushiro H.S. (Japan)                     |
| 261  | Aaron Boh           | Canada             | Canucks de Vancouver     | Chiefs de Spokane (LHOu)                 |
| 262  | Ryan Bach           | Canada             | Red Wings de Détroit     | Notre Dame (LHJS)                        |
| 263  | B.J. MacPherson     | Canada             | Capitals de Washington   | Generals d'Oshawa (LHO)                  |
| 264  | Petter Ronnquist    | Suède              | Sénateurs d'Ottawa       | Nacka (Elitserien)                       |

## Repêchage supplémentaire
| Rang | Joueur             | Nationalité | Équipe LNH             | Repêché de                           |
| ---- | ------------------ | ----------- | ---------------------- | ------------------------------------ |
| 1    | Cory Cross         | Canada      | Lightning de Tampa Bay | Université de l'Alberta (CIAU)       |
| 2    | Steven Flomenhoft  | États-Unis  | Sénateurs d'Ottawa     | Crimson d'Harvard (NCAA)             |
| 3    | Brian Konowalchuk  | États-Unis  | Sharks de San José     | Pioneers de Denver (NCAA)            |
| 4    | Richard Shulmistra | Canada      | Nordiques de Québec    | Redhawks de Miami (NCAA)             |
| 5    | Nick Wohlers       | États-Unis  | Maple Leafs de Toronto | Université St. Thomas (CIAU)         |
| 6    | Jamie O'Brien      | États-Unis  | Flames de Calgary      | Bears de Brown (NCAA)                |
| 7    | Garett MacDonald   | Canada      | Flyers de Philadelphie | Wildcats de Northern Michigan (NCAA) |
| 8    | Chris Foy          | Canada      | Islanders de New York  | Huskies de Northeastern (NCAA)       |